# Рас Альгети
Рас Альгети, Альфа Геркулеса (лат. α Herculis), 64 Геркулеса (лат. 64 Herculis) — кратная звезда в созвездии Геркулеса на расстоянии (вычисленном из значения параллакса) приблизительно 329 световых лет (около 101 парсек) от Солнца. Возраст звезды определён как около 1,2 млрд лет.

## Характеристики
Первый компонент (HD 156014A) — красный сверхгигант или яркий гигант, пульсирующая полуправильная переменная звезда типа SRC (SRC) спектрального класса M5Ib-II, или M5I, или M5, или Mb. Видимая звёздная величина звезды — от +4m до +2,74m. Масса — около 2,5 солнечных, радиус — около 284 солнечных, светимость — около 8317,638 солнечных. Эффективная температура — около 3609 K.
Второй компонент (HD 156014B). Удалён на 0,2 угловой секунды.
Третий компонент (HD 156015A) — жёлтый гигант спектрального класса G5III, или G8III. Видимая звёздная величина звезды — +5,4m. Радиус — около 9,64 солнечных, светимость — около 66,398 солнечных. Эффективная температура — около 5308 K. Орбитальный период — около 3600 лет. Удалён на 4,6 угловых секунды (504 а.е.).
Четвёртый компонент (HD 156015B) — жёлто-белая звезда спектрального класса F2V, или A3V, или A9IV-V. Радиус — около 3,2 солнечных, светимость — около 25,704 солнечных. Эффективная температура — около 7350 K. Орбитальный период вокруг третьего компонента — около 51,58 суток. Удалён от третьего компонента на 0,17 а. е..
Пятый компонент (CCDM J17146+1424C). Видимая звёздная величина звезды — +15,5m. Удалён на 21,1 угловых секунды.
Шестой компонент (CCDM J17146+1424D). Видимая звёздная величина звезды — +11,1m. Удалён на 81,2 угловых секунды.

## Описание
Рас Альгети — тройная звезда, состоящая из красного яркого гиганта спектрального класса M5, по размерам в 264—303 раз превышающего Солнце, меняющего блеск от 2,8 до 3,5m, и меньшей звезды 5-й звёздной величины, которая в свою очередь состоит из жёлтого гиганта и белой звезды главной последовательности. Альфа Геркулеса А является одной из крупнейших известных звёзд, видимых невооружённым глазом (её размер лишь немногим меньше размера орбиты Марса). Пара разделена угловым расстоянием 5” и удалена от Солнца на расстояние 380 световых лет. Название происходит от араб. رأس الجاثي‎ (ra’s al-jaθiyy) — «голова Коленопреклонённого».